# Télescope Lovell
Pour les articles homonymes, voir Lovell.
Le télescope Lovell est un radiotélescope de 76,2 m (250 pieds) de diamètre situé à l'observatoire Jodrell Bank. Il a une longueur d'onde qui va jusqu'à ~5 GHz et a été construit au cours des années allant de 1952 à 1957. L'aire de son antenne est de 5 270 m2 et il possède une monture altazimutale. Le télescope Lovell fait partie du réseau de télescopes Multi-Element Radio Linked Interferometer Network (MERLIN).
Il a été nommé en l'honneur du physicien et radioastronome britannique Bernard Lovell, qui fut directeur de l'observatoire Jodrell Bank de 1945 à 1980.
La construction du télescope a été achevée en octobre 1957, quelque temps avant le lancement du satellite russe Spoutnik 1. À l'époque, c'est le seul télescope occidental depuis lequel les scientifiques peuvent observer le déploiement du satellite.
Les premières observations d'une lentille gravitationnelle sont faites au télescope Lovell, en 1979.
À la fin des années 1990, la surface du télescope est gravement corrodée. Des travaux de restauration à la hauteur de 2 millions de livres sont financés par le gouvernement britannique et la Wellcome Foundation en 1999. Entre 2001 et 2003, une nouvelle surface en acier galvanisé est installée. Sa voie ferrée extérieure est remplacée, pendant que son système de pointage, ainsi que son système d'entraînement et de contrôle, sont améliorés,.
En septembre 2006, le télescope Lovell a été élu le plus important « monument méconnu » au Royaume-Uni, lors d'un sondage en ligne organisé par la BBC.

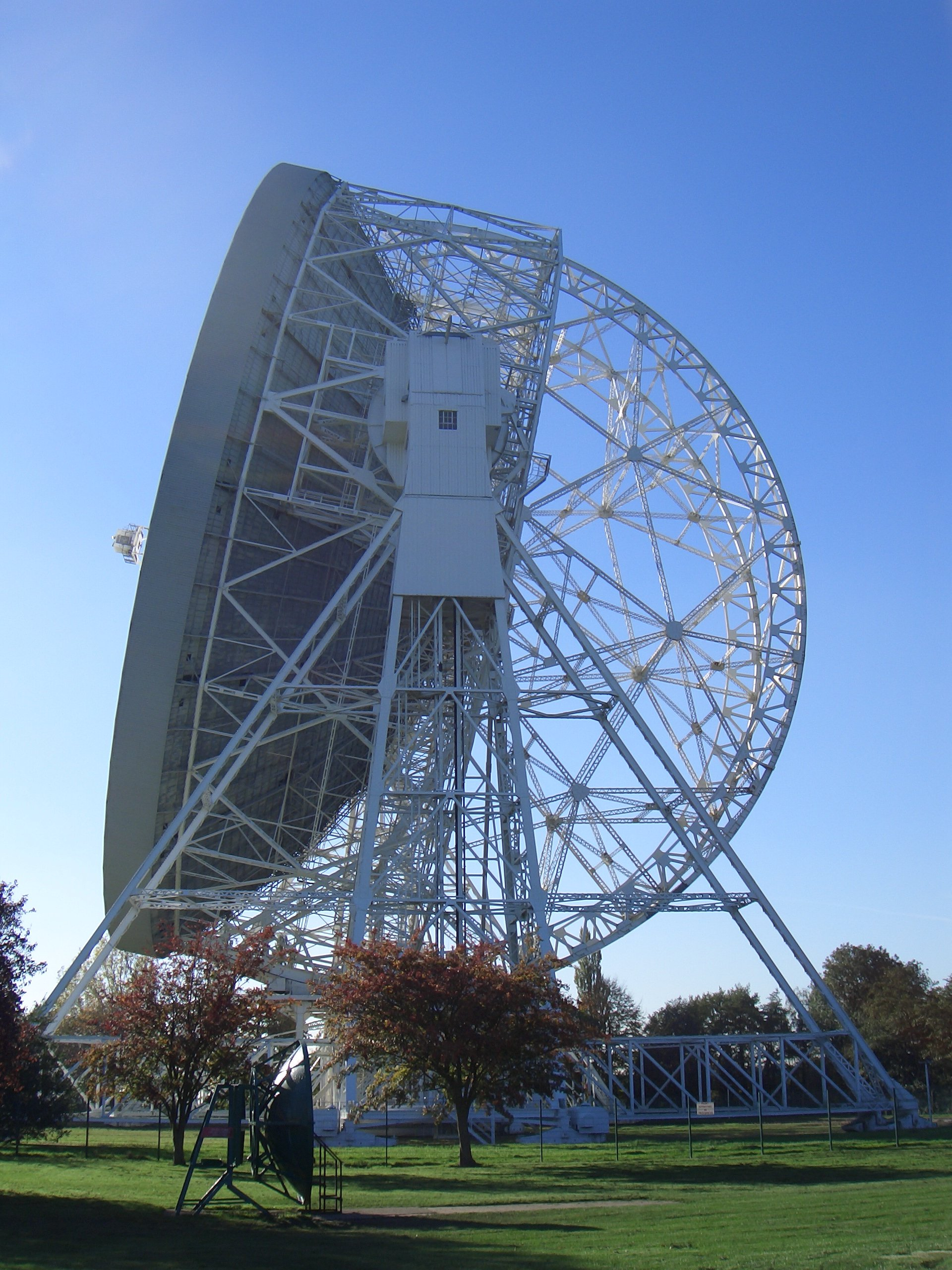
Vue de côté 1
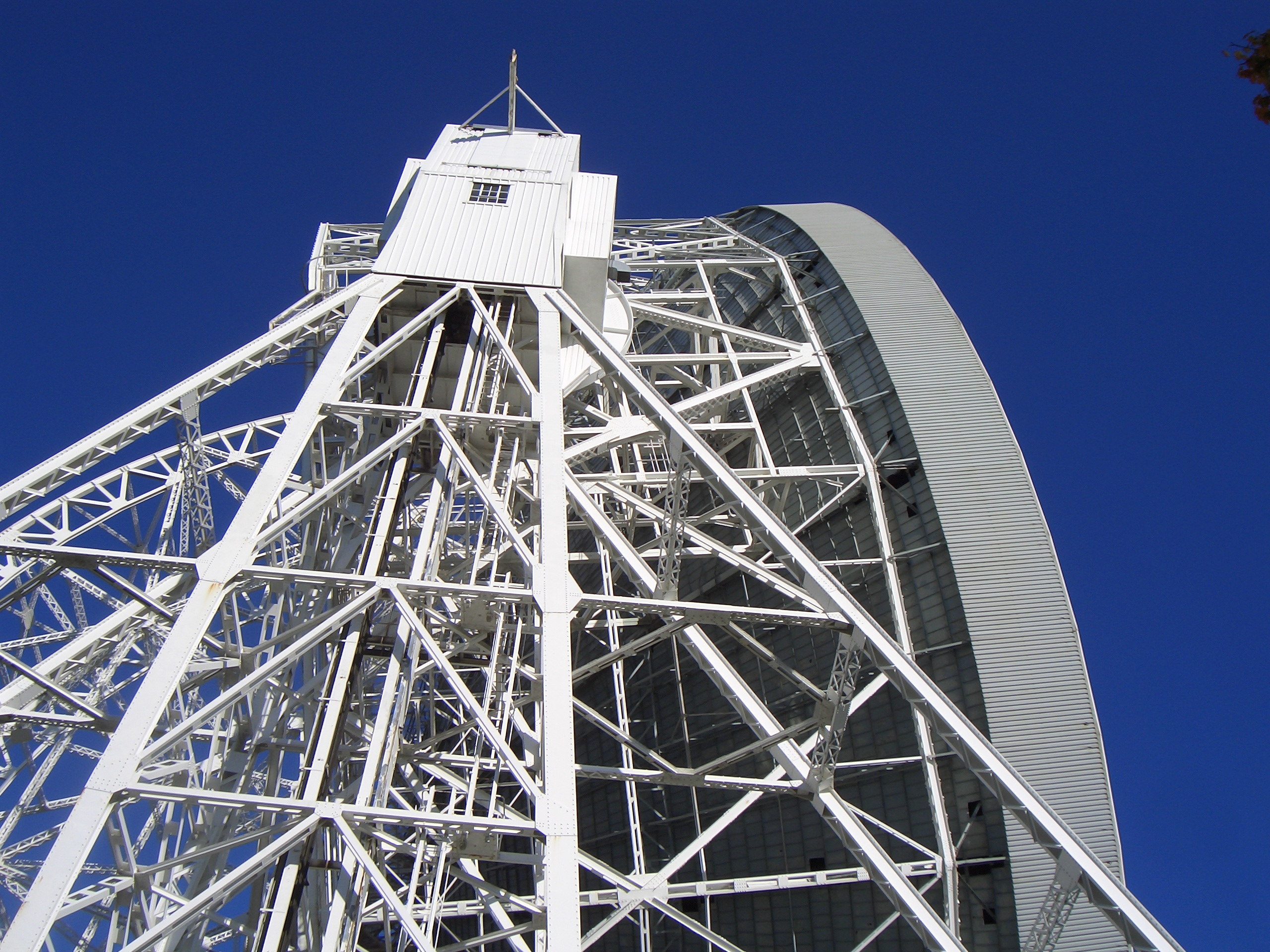
Vue de côté 2
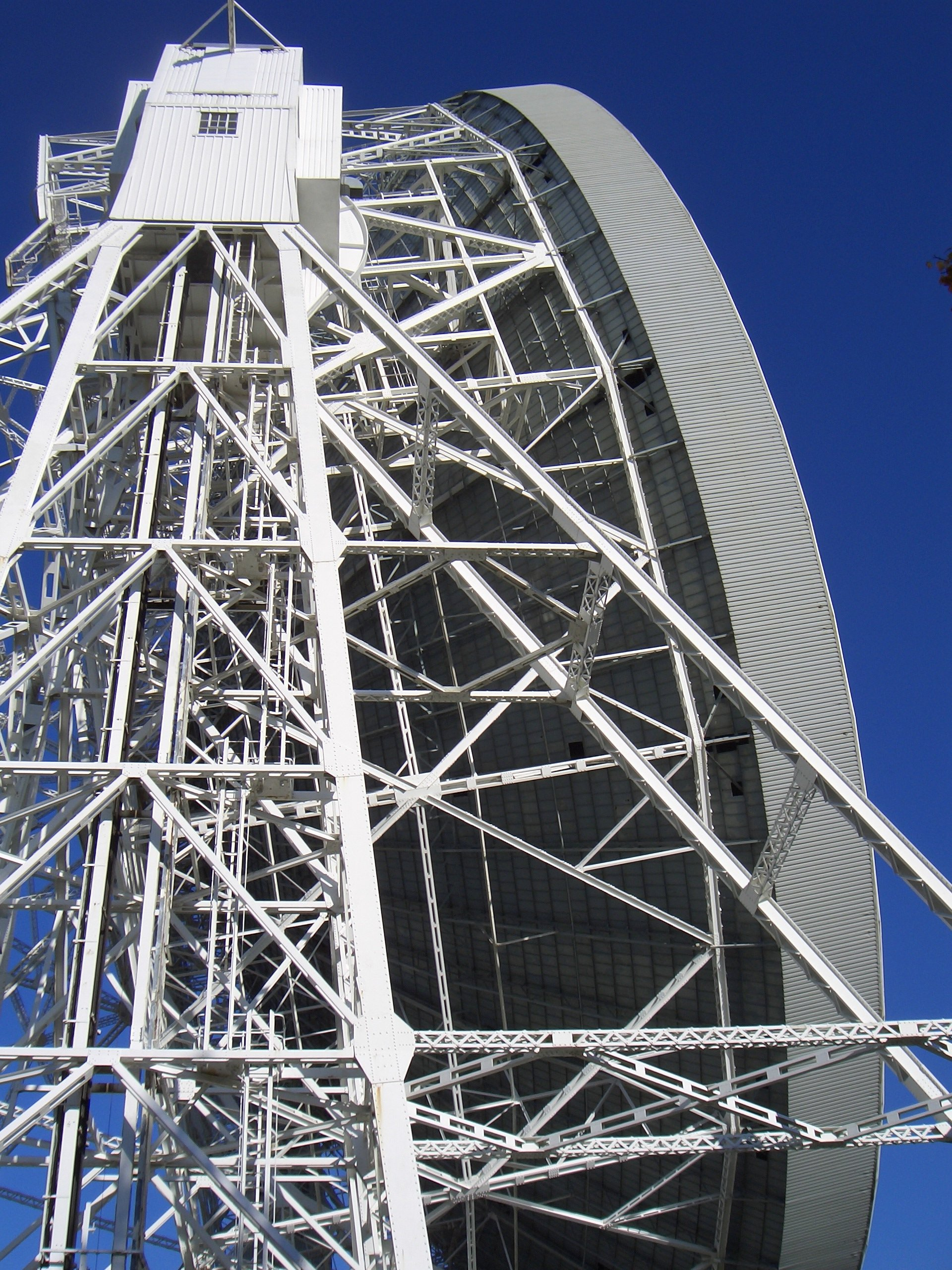
Vue de côté 3
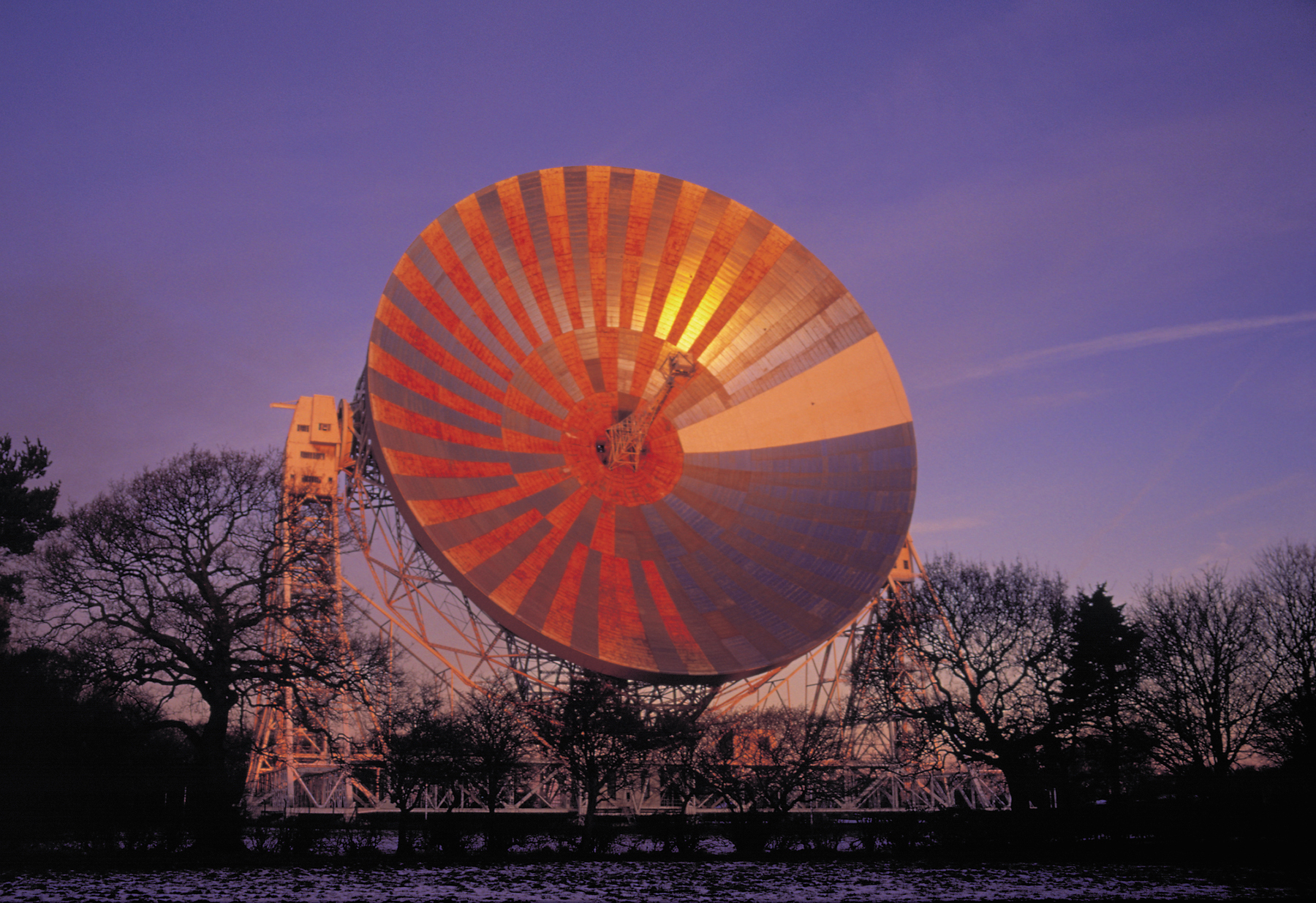
Dans le soleil couchant, pendant la réfection du réflecteur, en 2002

## Culture populaire
- Dans la série Docteur Who, le téléscope sert de décor pour la mort du personnage joué par Tom Baker[2].
- En 2000, Placebo enregistra le clip vidéo de leur titre The Bitter End au centre de l'antenne du télescope Lovell.